# Vitalina Koval
Vitalina Koval (ukrajinsky Вiталiна Коваль, * 1990 Užhorod) je ukrajinská LGBT aktivistka a podporovatelka hnutí za práva žen.

## Činnost
Vitalina Koval zpočátku organizovala (většinou tajné) společenské akce pro LGBT osoby. V Užhorodu poté založila vlastní komunitní centrum, ve kterém byla poskytována pomoc členům LGBT+.

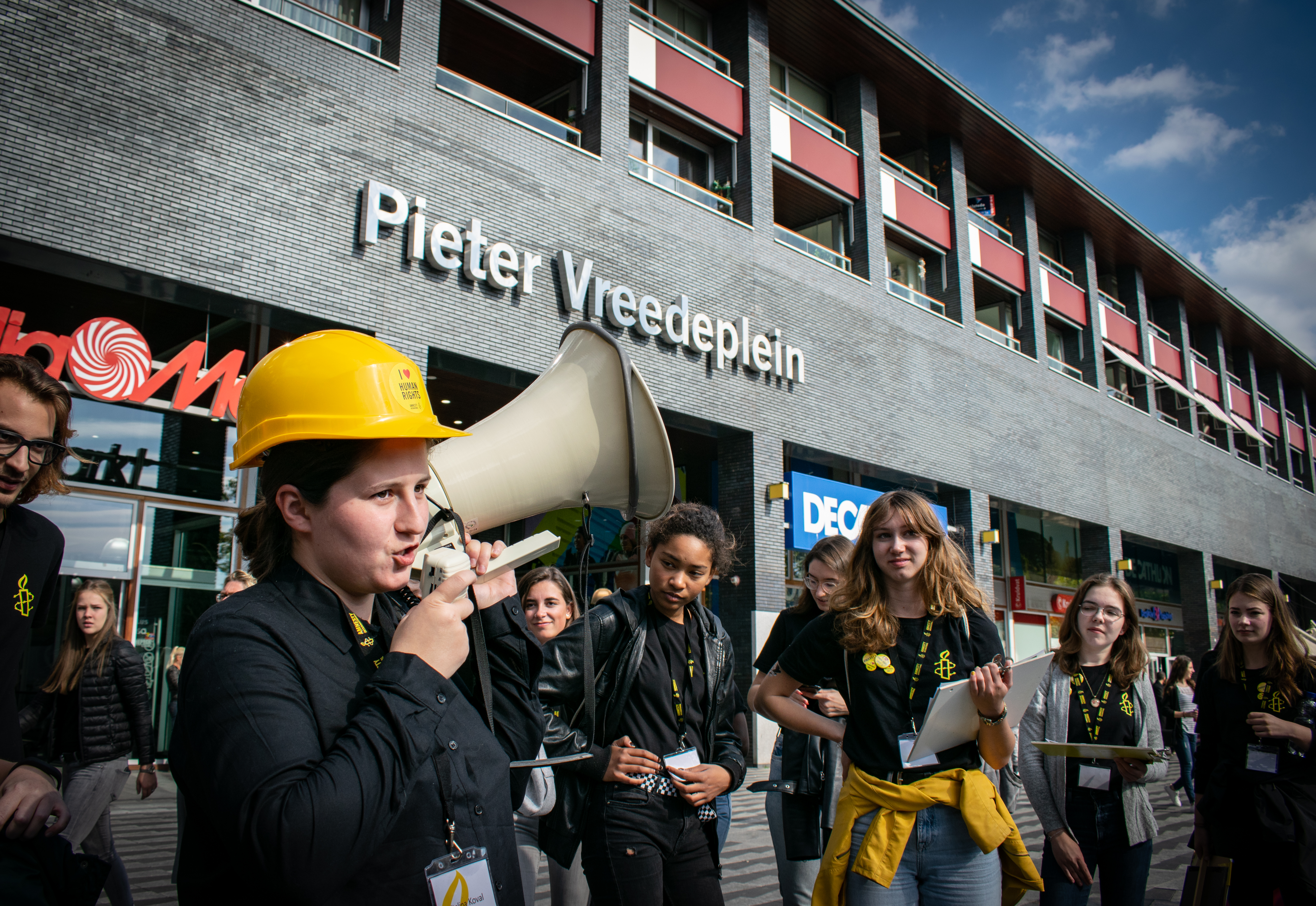
Vitalina Koval během akce Amnesty International v roce 2018

V březnu 2017 během demonstrace u příležitosti Mezinárodního dne žen musela čelit útoku skupiny přibližně dvanácti mužů. 8. března 2018 se opět zúčastnila demonstrace ke Dni žen v Užhorodu a byla zde napadena členy radikálně pravicové skupiny Karpatska Sič, kteří na ni vylili červenou barvu. Vitalina Koval po útoku utrpěla poranění očí, a po svém ošetření v nemocnici informovala o celé záležitosti policii. V následujících týdnech pak ona i její přátelé dostávali výhružné zprávy od přívrženců extrémní pravice.
Amnesty International útok důrazně odsoudila a vyzvala k tomu, aby byly tyto i jiné činy proti ukrajinské LGBT komunitě klasifikovány jako zločiny z nenávisti. Amnesty International rovněž kritizovala počínání policie, která i přes svůj slib nedokázala zajistit ochranu účastníků akce, a vyzvala ke změně směrnic upravujících chování policistů během demonstrací.
Koval se po útoku zúčastnila summitu o lidských právech v Paříži (Human Rights Defenders World Summit 2018) a v srpnu 2019 se také v Helsinkách setkala s vysokou představitelkou Evropské unie Federicou Mogherini.